# Võ Văn Bình
Võ Văn Bình (sinh ngày 25 tháng 10 năm 1963) là một chính trị gia người Việt Nam. Ông nguyên là Phó Bí thư Thường trực Tỉnh ủy Tiền Giang, nguyên Chủ tịch Hội đồng nhân dân tỉnh khóa X, nhiệm kỳ 2021 - 2026.
Ông từng là đại biểu Quốc hội Việt Nam khóa XIV nhiệm kì 2016-2021, thuộc đoàn đại biểu quốc hội tỉnh Tiền Giang, Trưởng Đoàn Đại biểu Quốc hội tỉnh Tiền Giang, Ủy viên Ủy ban Về các vấn đề xã hội của Quốc hội. Ông đã trúng cử đại biểu Quốc hội năm 2016 ở đơn vị bầu cử số 1, tỉnh Tiền Giang gồm có Cai Lậy và các huyện: Cái Bè, Cai Lậy.

## Xuất thân
Võ Văn Bình sinh ngày 25 tháng 10 năm 1963 quê quán ở xã Tam Hiệp, huyện Châu Thành, tỉnh Tiền Giang.
Ông hiện cư trú ở Số 84P, Nam Kỳ Khởi Nghĩa, phường 1, thành phố Mỹ Tho, tỉnh Tiền Giang.

## Giáo dục
- Giáo dục phổ thông: 12/12
- Đại học chuyên ngành Chính trị
- Đại học chuyên ngành Tổng hợp Sử
- Cao cấp lí luận chính trị

## Sự nghiệp
Ông gia nhập Đảng Cộng sản Việt Nam vào ngày 26/3/1988.
Ông từng là đại biểu hội đồng nhân dân Tỉnh Tiền Giang nhiệm kỳ 2011 - 2016.
Chiều 31-10, Ban Thường vụ Tỉnh ủy Tiền Giang tổ chức Hội nghị Ban Chấp hành Đảng bộ tỉnh triển khai Quyết định của Ban Bí thư về công tác cán bộ.
Chủ trì hội nghị gồm các đồng chí: Nguyễn Văn Danh, Ủy viên Ban Chấp hành Trung ương Đảng, Bí thư Tỉnh ủy, Trưởng Đoàn Đại biểu Quốc hội tỉnh Tiền Giang; Võ Văn Bình, Phó Bí thư Thường trực Tỉnh ủy; Nguyễn Văn Vĩnh, Phó Bí thư Tỉnh ủy, Chủ tịch UBND tỉnh. Tham dự hội nghị có các đồng chí Thường trực Tỉnh ủy, Ủy viên Ban Thường vụ Tỉnh ủy và Ủy viên Ban Chấp hành Đảng bộ tỉnh…
Theo đó, đồng chí Võ Văn Bình, Phó Bí thư Thường trực Tỉnh ủy Tiền Giang, Chủ Tịch Hội Đồng Nhân Dân Tỉnh, sẽ nghỉ hưu theo chế độ từ ngày 1-11-2024.

## Đại biểu Quốc hội Việt Nam khóa XIV nhiệm kì 2016-2021
Ông đã trúng cử đại biểu quốc hội năm 2016 ở đơn vị bầu cử số 1, tỉnh Tiền Giang gồm có Cai Lậy và các huyện: Cái Bè, Cai Lậy, được 352.887 phiếu, đạt tỷ lệ 68,61% số phiếu hợp lệ.